# ناميه امورو
نامي امورو (باليابانية:安室奈美恵) ولدت في 20 سبتمبر من عام 1977 هي مغنية يابانية وتعتبر من أسطورة البوب الياباني القديم كانت تعرف بملكة البوب الياباني قبل ايومي هاماساكي ويعتقد البعض بأن الفضل الكبير يرجع لها فقد كانت السبب بانتشار شعبية البوب الياباني فهي من أول المغنيات التي أطلقت الموجة اليابانية j-wave في آسيا
شعبيتها كانت كاسحة في التسعينات وكانت المراهقات مفتونات برقصها الغربي وطريقة لبسها وبشرتها السمراء الفريدة مما أدى إلى تقليدها وانتشار شعبية التسمير بين المراهقات اليابانيات وأطلق اسم Amurā أو امورا أو امورور على كل من يقلد أسلوب نامي في اللبس
مشوارها الفني بدأ عام 1992 في فرقة سوبر مونكيز Super Monkey's ولكن لاحقا في عام 1995 بدأت نامي مشوارها الفني الخاص من دون الفرقة بمساعدة المنتج الياباني الشهير تتسويا كومورو فقد لحن وألف كومورو معظم اغنياتها الشهيرة ويرجع له الفضل في شهرة أغاني نامي في التسعينات ولكن في عام 2001 قررت نامي ترك العمل مع تتسويا وان تتجه باتجاه فني جديد وهو ار اند بي وقررت التعامل مع ملحنيين ومنتجين غير كومورو
امورو لديها 5 أغاني منفردة قد بيعت كل منها أكثر من مليون نسخة
في بدايه الالفيه أصبحت شهره نامي تنخفض بسبب الظروف التي واجهتها من وفاة والداها والانفصال عن زوجها.

## نشأتها
ناميه ولدت في مدينة ناها في جزيرة اوكيناوا في اليابان والدتها تدعى ايميكو تايارا وهي نصف يابانية ونصف إيطالية ووالدها هو ياباني الأصل تطلق والداها وهي لا تزال صغيرة لم تتعلم حتى المشي
نامي لديها اختان وأخ
اكتشف مدير مدرسة اوكيناوا للفنون موهبة نامي وهي في 12 من عمرها وذلك عن طريق زيارة نامي للمدرسة مع صديقتها
عندما بلغت نامي سن الرابعة عشر قرر مدير المدرسة ضمها لفرقة تدعى سوبر مونكيز وقد أطلقوا أول شريط لهم في عام 1992 وقد حققت نجاح لا بأس به في مسقط رأس الفرقة أوكيناوا ولكنها لم تحقق نجاحا ملحوظ في اليابان بشكل عام
قررت الفرقة الانتقال من مسقط رأسهم اوكيناوا إلى العاصمة الصاخبة طوكيو

## وصلات خارجية
- موقع نامي أمورو الرسمي
- ناميه امورو على موقع IMDb (الإنجليزية)
- ناميه امورو على موقع ميوزك برينز (الإنجليزية)
- ناميه امورو على موقع أول ميوزيك (الإنجليزية)
- ناميه امورو على موقع ديسكوغز (الإنجليزية)
- ناميه امورو على موقع قاعدة بيانات الفيلم (الإنجليزية)
- ناميه امورو على موقع ANN person (الإنجليزية)